# Uristes abyssalis
Uristes abyssalis is een vlokreeftensoort uit de familie van de Uristidae. De wetenschappelijke naam van de soort is voor het eerst geldig gepubliceerd in 1925 door Stephensen.